# Gamla elverket, Helsingborg
Gamla elverket, eller Helsingborg Stads Elektricitetsverk, som det står inristat på fasaden, ligger vid Sundstorget och hyste tidigare stadens elverk. Då det är en av Helsingborgs mer karaktärsfulla byggnader klassificeras den i Helsingborgs stads bevarandeprogram för stadskärnan från 2002 som "särskilt värdefull bebyggelse" enligt dåvarande plan- och bygglagen (3:12§). I byggnaden hyses nu för tiden kontorslokaler och nuvarande hyresgäst är FS Data som bland annat har Helsingborgs största serverhall i byggnaden. Huset ägs av Wihlborgs.

## Arkitektur
Byggnaden är klädd med röd övedssandsten och domineras av sina stora spröjsade fönstervalv i bottenvåningen, där de i den östra byggnadsdelen är rundbågiga och i den västra stickbågiga. De övre våningarna har dubbelfönster, som i översta våningen är rundbågiga och inspirerade av venetiansk arkitektur. Fasaden avdelas vertikalt av ett antal halvkolonner och horisontellt av en bred gördelgesims på vilket texten "Helsingborg stads elektricitetsverk" kan återfinnas i versaler på den östra byggnadsdelen. I vindsvåningen finns ett flertal takkupor av senare datum. Taket är klätt med svart plåt. I väster är byggnaden diagonalt avfasad, då det förr gick ett järnvägsspår rakt genom kvarteret. Järnvägen är numera nergrävd. Fasaden är här mer sparsamt utformad, vilket även gäller gårdsfasaden.

## Historik

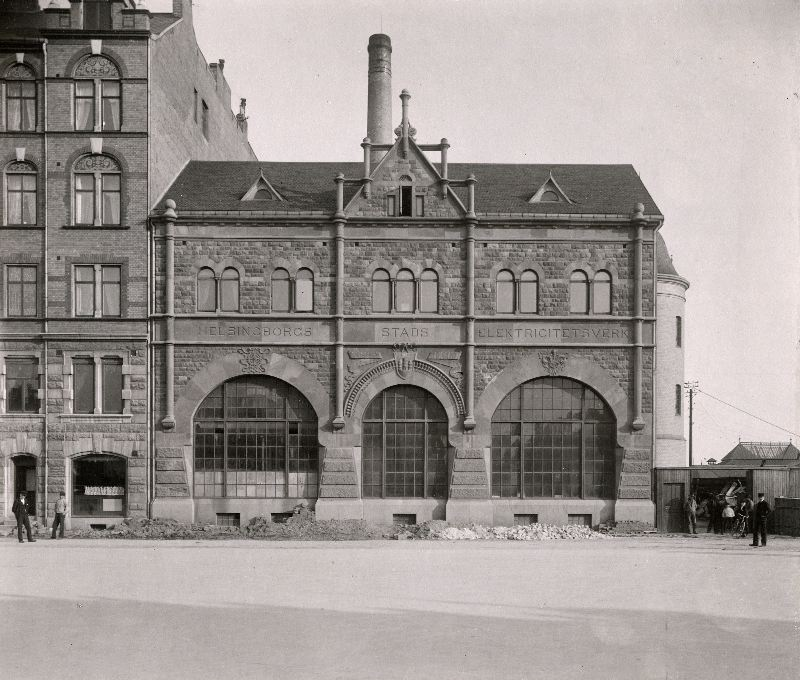
Ursprungliga byggnaden.

Helsingborgs stad beslutade 1889 att anlägga ett elektricitetsverk i staden. Den nya byggnaden invigdes den 8 december 1891 och bestod av ett enkelt envåningshus vid Sundstorgets sydvästra ände med texten "Elektrisk station" på fasaden. Byggnaden innehöll tre ångmaskiner som drev tre likströmsgeneratorer från Siemens & Halske i Berlin på 33,5 kW vardera. Vid elverkets invigning levererade man el till 14 abonnenter och deras sammanlagt 230 lampor, men redan ett år senare var antalet lampor 565 och 1898 fanns 3 197 elektriska lampor i staden. Den snabba utbyggnaden av elektricitet i Helsingborg vid sekelskiftet gjorde att det äldre elverket snabbt blev för litet och ett nytt behövde byggas. Det nya elverket kom att ligga på samma tomt som det äldre, i tomtens östra del, och blev betydligt mer påkostat än det gamla. Byggnaden ritades av arkitekt Alfred Hellerström, som hämtade sin inspiration från Chicagoskolan och amerikanska tolkningar av sengotiken och ungrenässansen. Expansionen av elnätet i staden gjorde att byggnaden utökades åt väster med en tillbyggnad i samma stil, även denna ritad av Hellerström. Den första byggnaden hade en trappstegsgavel centralt placerad över taklisten och tillbyggnaden fick två likadana gavlar på regelbundet avstånd från varandra för att bevara symmetrin. Dessa togs bort på 1940-talet på grund av rasrisk och ersattes 1960 av den nuvarande raden av takkupor.

### Föreståndare/chefer
- 1891–1901 Natanael Östrand
- 1901–1930 Gustaf Westberg
- 1930–1936 Sam Orrby (tillförordnad)
- 1936–1957 Thorsten Rydén
- 1957–1982 Bertil Lannefors